# Foot Locker
Foot Locker, Inc. (NYSE: FL) er en amerikansk sportstøj- og sportsfodtøjsforretningskæde med 3.129 butikker (871 i USA). Hovedkvarteret er baseret i New York City, og de driver butikker i over 40 lande. Den første Foot Locker butik åbnede i Puente Hills Mall i City of Industry, Californien i 1974.
Foot Locker har 32.175 ansatte og omsætter for 8 mia. amerikanske dollar.
Foot Locker åbnede på Strøget og i Field's i København i 2004 samt i Bruuns Galleri i Aarhus samme år. Yderligere en butik i København åbnede på Fisketorvet i 2010. I slutningen af august 2024 meddelte kæden, at butikkerne lukker i Danmark som følge af underskud.